# Ji Wen Low
Ji Wen Low  (chinois simplifié : 刘继文 ; chinois traditionnel : 劉繼文 ; pinyin : Liú Jìwén), né le 27 octobre 1989, est un coureur cycliste singapourien.

## Palmarès
- 2009
  -  Champion de Singapour sur route

## Classements mondiaux
| Année           | 2010 | 2011 | 2012 | 2013 | 2014 |
| --------------- | ---- | ---- | ---- | ---- | ---- |
| UCI Africa Tour |      |      |      |      | 117e |
| UCI Asia Tour   | 197e |      |      |      |      |